# Zbigniew Mikołejko
Zbigniew Czesław Mikołejko (Lidzbark Warmiński, 24 luglio 1951 – Varsavia, 14 aprile 2024) è stato uno storico delle religioni e saggista polacco.

## Biografia scientifica
Fu direttore del dipartimento di studi religiosi dell'Accademia Polacca delle Scienze (Zakład Badań nad Religią - IFiS PAN); dal 1996 fu membro dell'American Academy in Rome. Si formò nel clima di un prolungato dibattito con la Scuola romana di Storia delle religioni intrattenuto nel secondo Novecento in Polonia dall'Accademia delle Scienze. La sua produzione scientifica si focalizzò sui temi della rappresentazione religiosa ed europea della violenza e della morte.
Pubblicò testi in polacco e in altre lingue europee (inglese, francese, italiano, spagnolo, tedesco, portoghese, russo e ucraino). Fu autore di prefazioni e postfazioni a opere di teologi, filosofi, storici, romanzieri: Karen Armstrong, XIV Dalai Lama, Eugene Drewermann, Hans Küng, Jacques Le Goff, Margaret Starbird, Dan Brown e altri.

## Opere principali
- Emaus oraz inne spojrzenia do wnętrza Pisma [Emmaus e altro. Sguardi sulle Scritture], słowo/ obraz terytoria, Gdańsk 1998
- Żywoty świętych poprawione [Le vite dei santi rivedute], W.A.B., Warszawa 2001
- Śmierć i tekst. Sytuacja ostateczna w perspektywie słowa [La morte e il testo. La situazione ultima nella prospettiva della parola], słowo/ obraz terytoria, Gdańsk 2001
- W świecie wszechmogącym. O przemocy, śmierci i Bogu [Nel mondo onnipotente. La violenza, la morte e Dio], W.A.B., Warszawa 2009
- We władzy wisielca, t. 1: Z dziejów wyobraźni Zachodu [Il dominio dell'impiccato, vol. I, Dalle vicissitudini dell'immaginario occidentale], słowo/ obraz terytoria, Gdańsk 2012[3]
- We władzy wisielca, t. 2: Ciemne moce, okrutne liturgie [Il dominio dell'impiccato, vol. II, Poteri oscuri, liturgie cruente], słowo/ obraz terytoria, Gdańsk 2014[4]

Intervista-fiume:
- Jak błądzić skutecznie. Prof. Zbigniew Mikołejko w rozmowie z Dorotą Kowalską [Come errare in modo efficace? Prof. Zbigniew Mikołejko intervistato da Dorota Kowalska], Agora-Iskry, Warszawa 2013

Traduzioni in italiano:
- Il dominio dell'impiccato: La lezione di Marsia, in "Studi e Materiali di Storia delle Religioni", 81 (2/2015), pp. 653–685.